# Axel Krygier

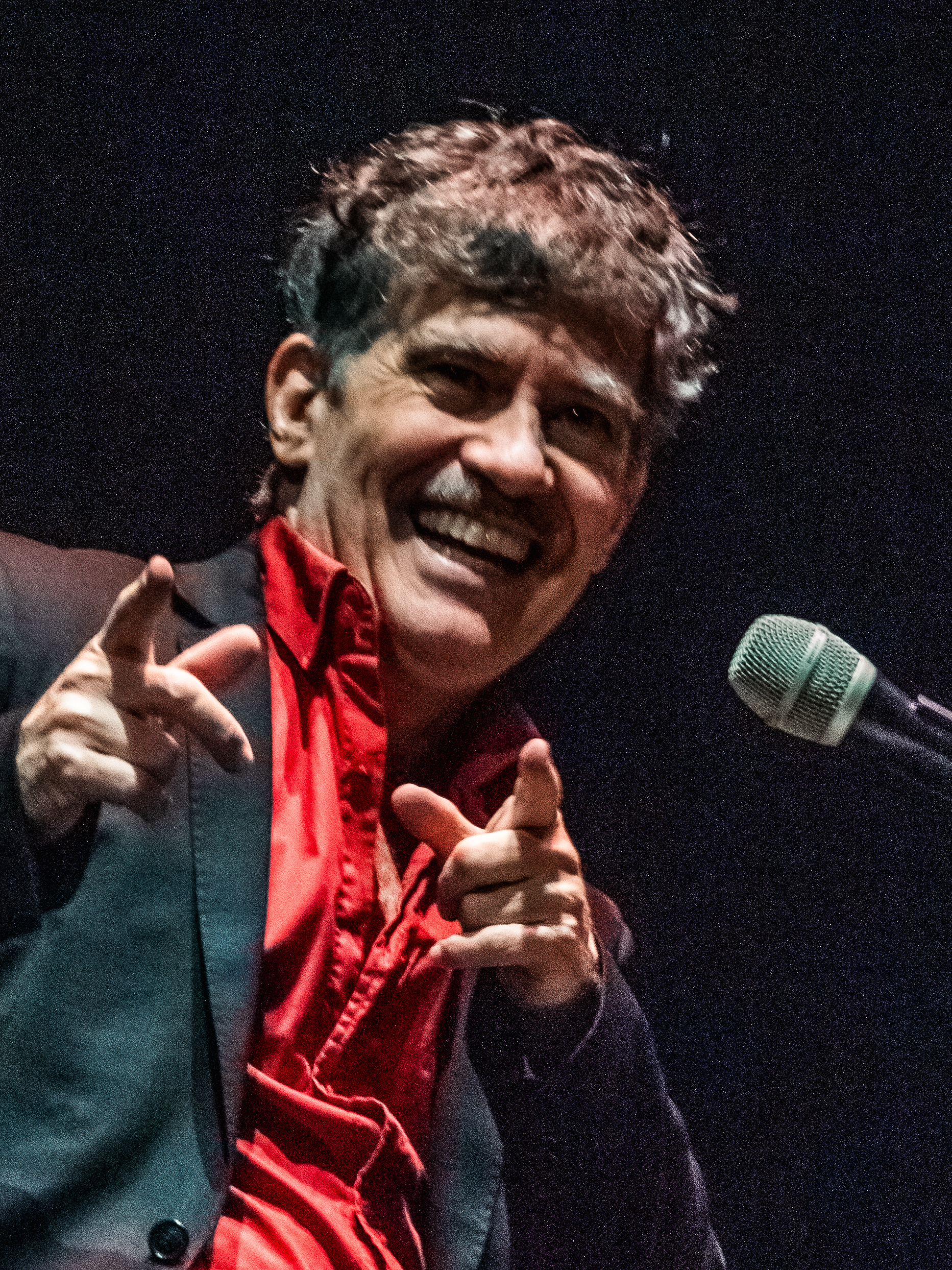
Axel Krygier im Jahr 2024

Axel Krygier (* 1969 in Buenos Aires, Argentinien) ist ein argentinischer Multi-Instrumentalist, Bandleader und Komponist in den Genres Jazz, Elektronik und Weltmusik.

## Leben
Als 18-Jähriger kaufte er sich sein erstes Mehrkanal-Aufnahmegerät und spielte seine eigenen Ideen und Themen ein. Während seines Studiums der Querflöte und des Klaviers betätigte er sich außerdem als Saxophonist der Gruppe Instrucción Cívica (Kevin Johansen – Julian Benjamin).
Für zahlreiche Film- und Theater-Produktionen und Tanzstücke lieferte er bald den musikalischen Teil. Von 1990 bis 1996 war er Band-Mitglied der Gruppe La Portuaria, mit der er vier Alben veröffentlichte.
Im Jahr 1999 publizierte das Plattenlabel Los Años Luz Discos sein erstes Solo-Album Échale semilla! Es wurde von den Musik-Fachblättern Clarín und Rolling Stone als Beste Neuerscheinung des Jahres ausgezeichnet. Im Folgejahr kam es beim Label HiTop in Spanien heraus. Viele Stücke darauf schafften es auf zahlreiche Kompilationen in Europa und Asien.
Zwischen 2001 et 2003 scharte Axel Krygier in Barcelona ein Jazz-Elektronik-Weltmusik-Ensemble um sich und nahm an zahlreichen europäischen Musikfestivals teil, zum Beispiel Les Transmusicales in Rennes, BAM in Barcelona, Bal-Concert in La Villette, La Línea Festival Latino in London.
Zurückgekehrt nach Argentinien gründete er zusammen mit Christian Basso das Sexteto Irreal, mit dem er seitdem mehrfach unter anderem auf den Festivals Konex und Quilmes Rock auftrat.
Wiederum Los Años Luz Discos gaben 2003 seine Tanztheater-Komposition Secreto y Malibú heraus. Die Aufführungen fanden großen Anklang in Europa, Asien und den USA sowie natürlich im Ursprungsland Argentinien.
Als Filmmusik-Komponist betätigte er sich zuletzt unter anderem für El boquete von Mariano Mucci und Chicha tu madre von Gianfranco Quatrini, die beide im Februar 2006 in Mar del Plata auf dem Festival Internacional de Cine de Mar del Plata erstmals gezeigt wurden.
Im Jahr 2007 erschien beim spanischen Label HiTop das neue Album Zorzal (= argent. Singdrossel), das bereits 2005 in Argentinien veröffentlicht worden war. Mit seiner neuen Band Los Guacamayos präsentierte er es auf Tournee durch Clubs und Festivals.

## Diskografie (Alben)
- Échale semilla! (1999)
- Secreto y Malibú (2003)
- Zorzal (2005)
- Pesebre (2009)
- Hombre de Piedra (2015)[1]